# Canella Challenger 2003
Il Canella Challenger 2003 è stato un torneo di tennis facente parte della categoria ATP Challenger Series nell'ambito dell'ATP Challenger Series 2003. Il torneo si è giocato a Biella in Italia dal 9 al 15 giugno 2003 su campi in terra rossa.

## Vincitori

### Singolare
Filippo Volandri ha battuto in finale  José Acasuso con il punteggio di 2–6, 7–6(4), 6–4

### Doppio
Stefano Galvani /  Martín Vassallo Argüello hanno battuto in finale  Jordan Kerr /  Tom Vanhoudt con il punteggio di 3–6, 7–6(4), 6–3